# Mejerifilmen
|  | Denne artikel er oprettet af botten Steenthbot ud fra en ekstern database. Den kan derfor have sproglige fejl eller mangler. Denne skabelon kan fjernes efter kontrol af indholdet. |

Mejerifilmen er en dansk dokumentarisk optagelse fra 1937.

## Handling
Film om det gamle andelsmejeri Langager Mejeri i Ølstykke. Man startede i 1888 med 41 andelshavere og 380 køer. Den første dag modtog mejeriet 2100 pund mælk, heraf blev der produceret 81 pund smør. Navne på mejeriets formænd gennem årene, fra 1888. Mejeriet anno 1937: 145 andelshavere og 24.000 pund mælk dagligt. Mejerikredsen består af 7 byer: Ølstykke, Udlejre, Svedstrup, Store Rørbæk, Lille Rørbæk, Snostrup og Jyllinge. Mælken afleveres og hele forarbejdningsprocessen skildres.